# Isochaeta virulenta
Isochaeta virulenta är en ringmaskart som beskrevs av Pointner 1911. Isochaeta virulenta ingår i släktet Isochaeta och familjen glattmaskar. Inga underarter finns listade i Catalogue of Life.